# Abacaria
Abacaria, rod vodenih kukaca iz reda tulara (Trichoptera) koji pripada porodici Hydropsychidae. Rašireni su na području Oceanije i Australije.
Na popisu je 6 katalogiziranih vrsta
- Abacaria barretti Korboot, 1964
- Abacaria fijiana (Mosely, 1934)
- Abacaria orkeni Illies, 1969
- Abacaria picea (Brauer, 1867)
- Abacaria ruficeps (Brauer, 1867)
- Abacaria subfusca Kimmins, 1962